# پوخ آگ
پوخ آگ (انگلیسی: Puch) شرکت خودروسازی اتریشی است، که در سال ۱۸۹۹ توسط یوهان پوخ تأسیس شد و هم‌اکنون زیرمجموعه‌ای از شرکت مگنا اشتایر می‌باشد.